# Kórusok enciklopédiája
A Kórusok enciklopédiája Reviczky Béla munkája: zenei lexikon, kézikönyv kórusok számára írt műveket, azok előadását tanítja. Főként lezárt életművű – összesen 139 – zeneszerző népdal-feldolgozásait, kórusműveit sorolja fel. A Magyarországon elérhető művek jegyzékét a Liszt Ferenc Zeneművészeti Egyetem Központi Könyvtárának munkatársai, Szirányi Gábor és Gádor Ágnes készítették.

## Kiadásai
- Reviczky Béla: Kórusok enciklopédiája; kottajegyzék Szirányi Gábor, Gádor Ágnes; Gemini Budapest, Bp., 1997